# Vaccin anti-nicotine
Un vaccin anti-nicotine est une substance, en phase de développement en laboratoire, destinée à réduire la dépendance à la nicotine, produit toxique et addictif présent dans le tabac et en partie responsable du tabagisme. 
Plusieurs types de vaccins injectables ou autres solutions immunothérapiques sont désirés pour réduire l'addiction à l'héroïne, la cocaïne et au tabac,,. Des essais en phase III n'ont pas confirmé l'efficacité d'un des tout premier produits prometteurs, le NicVAX, qui, selon l'U.S. National Institute of Drug Abuse, a paru inoculable et effectivement diminuer l'addiction. Il résulte de la combinaison d'hapten 3'-aminométhylnicotine et d'une exoprotéine de Pseudomonas aeruginosa, un microbe courant, reconnu par le système immunitaire) ,. Des travaux récents ont néanmoins conclu de manière inverse quant'à l'attrait de la cigarette chez les personnes ainsi vaccinées , ce qui a été confirmé en 2014, au moins pour certains fumeurs et à condition qu'il soit associé à la varénicline,. 
Globalement, depuis 2011 et après une décennie d'espoir, la recherche ne progresse pas à la hauteur des attentes et doit envisager d'autres pistes, telle que l'association d'un antigène viral à la nicotine. En 2014, rien de ce qui a été mis au point n'a montré une efficacité suffisante, mais le potentiel du concept reste important.

## Histoire
Les premières expériences satisfaisantes d'une immunothérapie devant combattre l'addiction à des drogues dures datent des années 1970 ;  CR Schuster avait montré de possibles effets positifs chez des singes rhésus entraînés à s'administrer de l'héroïne, et en 1996, une expérience, conduite par BS Fox & al., révèle que des « rats cocaïnomanes » traités par des anticorps spécifiques de cocaïne peuvent cesser de s'en administrer. 
Les dégâts sanitaires et économiques du tabagisme ont fait émerger un véritable marché des solutions au tabagisme, y compris celles apparentées à une vaccination.
Parmi les substances dont le nom a été publié :
- NIC002, développé par Cytos, utilisant une particule virale, qui n'a pas démontré d'effets à long terme[19],[20] ;
- Niccine, développé par Independent Pharmaceutica AB, utilisant un taxoïde du tétanos ; qui n'a pas pu non plus démontrer d'effets suffisants à long terme  [21] ;
- NicVAX, développé par Nabi Biopharmaceuticals, utilisant une exoprotéine de Pseudomonas aeruginosa, qui n'a pas pu franchir le cap des essais en phase III ;
- TA-NIC, développé par Xenova, basée sur une sous-unité de toxine B du choléra recombinée.

## Principe
La nicotine est une molécule de petite taille, qui passe dès l'inhalation des alvéoles pulmonaires au réseau sanguin. Elle atteint ainsi et franchit la barrière hématoencéphalique au niveau du cerveau où elle se lie aux récepteurs dits nicotiniques, avec comme effet une production de neurotransmetteurs, comme la dopamine et la norépinéphrine.
À la suite de la vaccination, la molécule 3'-aminométhylnicotine induit théoriquement une réponse immune par la production d'anticorps contre la 'nicotine' à laquelle ils se combinent en formant un complexe trop gros pour franchir aisément la barrière hématoencéphalique. Ceci prévient l'addiction chimique à la nicotine (une addiction purement psychologique et liée à l'habitude ou aux effets de la publicité ou des encouragements sociaux pourrait persister mais alors plus facile à gérer car n'induisant pas de dépendance forte)
Ce type de traitement, s'il se montrait efficace, pourrait en outre et a priori selon Wang en 2000 être efficace contre n'importe quelle source de nicotine

## Intérêts
Bien qu'au stade expérimental, ces vaccins ont été vantés comme une prévention des rechutes basée sur une stimulation du système immunitaire avec des anticorps se liant à la nicotine et l'empêchant de franchir la barrière hémato-encéphalique ; ainsi, la libération de neurotransmetteurs est diminuée et les effets agréables, ou ressentis comme positifs, de renforcement de la nicotine sont diminués. 
Les études pré-cliniques du vaccin ont montré sur le modèle animal que la vaccination ralentit et diminue la quantité de nicotine atteignant le cerveau et inhibe les effets de la nicotine, y compris les effets qui peuvent renforcer et maintenir la dépendance ; ce qui laisse supposer que chez l'Homme, le plaisir apporté par la cigarette devrait diminuer, l'aidant à ne pas rechuter en recommençant à fumer.
Le monde médical considère cette méthode comme a priori intéressante pour trois raisons au moins : 
- les anticorps n'entrent pas dans le cerveau ;
- une partie au moins des récepteurs nicotiniques restent exempts de nicotine, avec donc des effets secondaires minimisés pour le système nerveux central ;
- à condition que les anticorps ne se lient qu'à la nicotine et pas à des métabolites de la nicotine ou à des structures similaires endogènes tels que l'acétylcholine, des effets secondaires ne sont pas à craindre.

## Objet des études
Lors des essais en phase II et III, deux aspects sont à explorer :
1. D'après les premiers tests sur l'animal (rat de laboratoire) du début des années 2000, basés sur des injections d'immunoglobulines G spécifiques à la nicotine, le taux de nicotine pénétrant dans le cerveau chute fortement (jusqu'à 65 %), mais pas totalement, sans que soient connus les effets à moyen et long termes de la dose qui continue à affecter les récepteurs nicotiniques[10].

1. L'addiction au tabac ne peut se résumer à la seule addiction à la nicotine[24]. L'habitude, la réponse globale du cerveau[25], et l'encouragement social et par la publicité restent importants et ne sont a priori pas reproduits dans les expérimentations basées sur le modèle animal.

Il reste à vérifier que la réduction du caractère addictif du tabac ne s'accompagne pas de l'émergence ou aggravation de raisons psychologiques de fumer ; par exemple, un utilisateur pourrait peut-être fumer davantage jusqu'à compenser entièrement les effets inhibiteurs d'un vaccin tel que le NicVAX. 
Une première étude a conclu que de tels phénomènes n'ont pas été constatés chez les premiers sujets testés pour le NicVAX

## Cas du NicVAX
Ce projet de vaccin, ici cité à titre d'exemple, a suscité beaucoup d'espoir, ensuite déçus. Il a cependant fait avancer la connaissance. 
Une étude de 2005 conduite par le Cancer Center's Transdisciplinary Tobacco Use Research Center de l'Université du Minnesota et publiée dans la revue scientifique « Clinical Pharmacology & Therapeutics », a porté sur 68 fumeurs (dont aucun n'avait connus des problèmes de santé ou se destinait à arrêter de fumer dans le prochain mois), suivis durant 38 semaines. Les sujets ont reçu 4 injections (du vaccin ou d'un placebo, après quatre, huit et 26 semaines) durant l'étude et ils n'ont pas été incités à cesser de fumer durant cette période. Cette étude a conclu que le NicVAX était « sûr et bien toléré » mais avec quelques effets secondaires possibles (dont maux de tête, rhume et infections des voies respiratoires supérieures). La plupart des sujets-témoin ont continué à fumer, mais six personnes du groupe "dose élevée", une personne du groupe "dosage moyen" et pas une seule du groupe "faible dose", et deux personnes du "groupe placebo" ont spontanément cessé de fumer, sans replonger au moins dans les 30 jours qui ont suivi [9] [10].
Un autre essai (phase IIb) a conclu qu'un nombre statistiquement significatif de patients ont effectivement présenté une réponse en anticorps anti-nicotine élevée, atteignant le critère principal de huit semaines d'abstinence continue entre les semaines 19 à 26. 
La partie des 30 % des patients ayant développé le plus d'anticorps (61 du total des 201 patients recevant le vaccin) a été examinée en détail. Un nombre statistiquement significatif de ces patients, (24,6 % ; p = 0,04) a montré une abstinence continue entre les semaines 19 à 26, comparativement à seulement 13,0 % pour les 100 patients ayant reçu le placebo. Le taux d'échec chez les patients qui n'ont pas montré une forte réponse immunitaire n'était pas statistiquement différent par rapport au placebo. Cette expérience a porté sur un total de 301 gros fumeurs (24 cigarettes par jour en moyenne avant l'inscription au test). [11] Nabi Biopharmaceuticals a affirmé, dans un communiqué de presse, la réussite des tests de phase IIb, considérant que si l'arrêt du tabagisme n'est pas systématique, les résultats sont néanmoins statistiquement significatifs pour la période d'essai et de suivi [12] [13].
Nabi Biopharmaceuticals a ensuite conduit deux essais en phase III [14] en novembre 2009 et en mars 2010. [15][16].
En juillet 2011, a cependant été annoncé un échec du premier des tests de phase III pour le NicVAX, ce qui a fait chuter la valeur des actions de l'entreprise. Et quatre mois plus tard (novembre 2011), Nabi a annoncé que le second essai s'était également soldé par un échec ; le vaccin n'ayant pas eu plus d'effets dans ce cas que le placébo.

## Administration
Pour des raisons pratiques, les projets en cours ou récents sont comme de nombreux vaccins administrés en injection intramusculaire (dans le bras), mais à terme d'autres solutions sont aussi envisageables.